# La camera chiara
La camera chiara. Nota sulla fotografia (La chambre claire, Paris 1980) è un saggio scritto dal critico francese Roland Barthes nel 1980.

## Contenuti
(La camera chiara)
L'opera in questione contiene digressioni e riflessioni sull'arte della fotografia. L'autore prende in considerazione varie fotografie, scattate da diversi artisti tra cui Richard Avedon, Robert Mapplethorpe, Nadar, Niépce, William Klein, Koen Wessing ed altri e commentandole trae spunti di riflessione sulla fotografia.
Barthes distingue tre elementi fondamentali dell'arte fotografica:
- L'operator ovvero l'operatore, colui che fa la foto.
- Lo spectator ossia il fruitore, lo spettatore.
- Lo spectrum vale a dire il soggetto immortalato.

L'autore distingue inoltre due modi che ha lo spectator di fruire una fotografia:
- Lo studium è l'aspetto razionale e si manifesta quando il fruitore si pone delle domande sulle informazioni che la foto gli fornisce (costumi, usi, aspetti).
- Il punctum, è invece l'aspetto emotivo, ove lo spettatore viene irrazionalmente colpito da un dettaglio particolare della foto.

Il saggio La camera chiara è un testo fondamentale anche nell'indagine sul rapporto tra realtà e immagine, comunicazione e rappresentazione fotografica.

## Origine del titolo
Il termine "camera chiara" è adottato riferendosi ad un apparecchio antecedente alla fotografia, in italiano detta camera lucida, ma in francese il termine è appunto chambre claire, come nel titolo del saggio.  La camera lucida permetteva di disegnare per mezzo di un prisma, avendo un occhio sul modello e l'altro sulla carta.
In questo senso la fotografia manifesta tutta la sua esteriorità, ma anche la sua interiorità misteriosa, impenetrabile, non rivelata.
(Roland Barthes, La camera chiara, paragrafo 44)

## Edizioni
- Roland Barthes, La camera chiara. Nota sulla fotografia, traduzione di R. Guidieri, Einaudi, 2003, pp. 130. ISBN 88-06-16497-X.